# جوان ونش
جوان ونش (بالإنجليزية: Joan Winch)‏ هي أكاديمية وممرضة أسترالية، ولدت في 9 يونيو 1935 في برث في أستراليا.